# Liste der Auslandsvertretungen der Marshallinseln

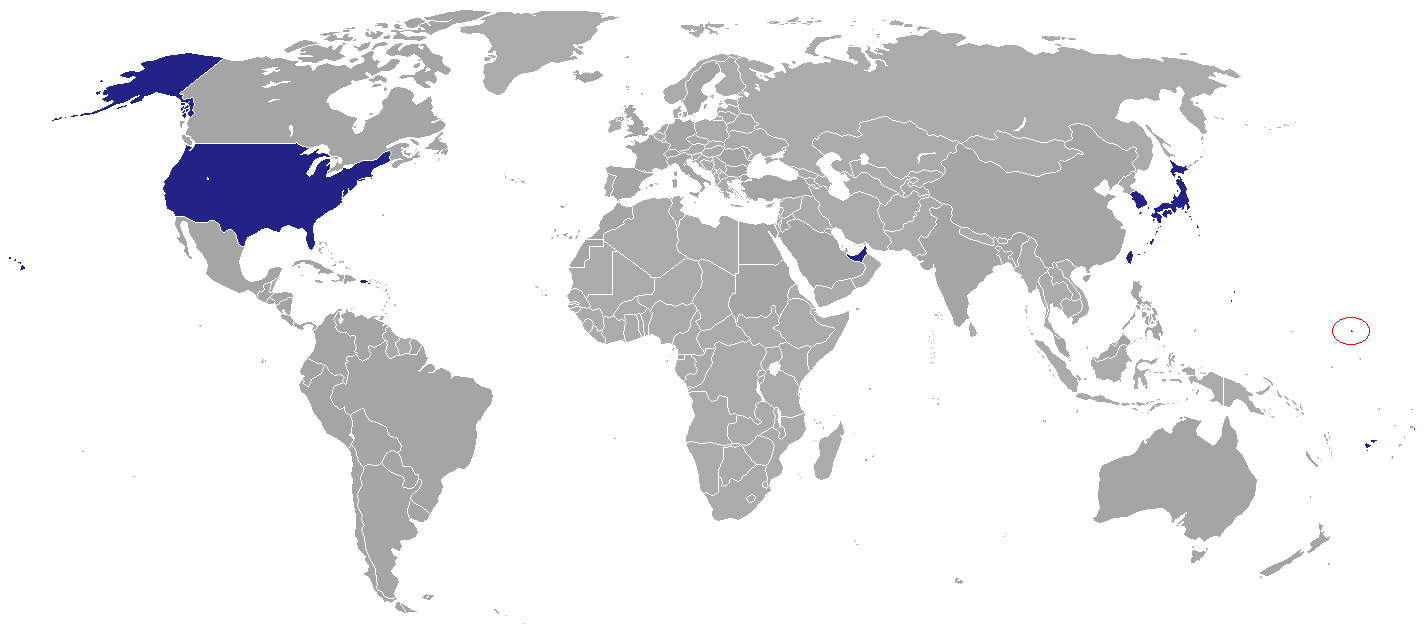
Standorte der diplomatischen Vertretungen der Marshallinseln

Dies ist eine Liste der diplomatischen Vertretungen der Marshallinseln.

## Diplomatische Vertretungen

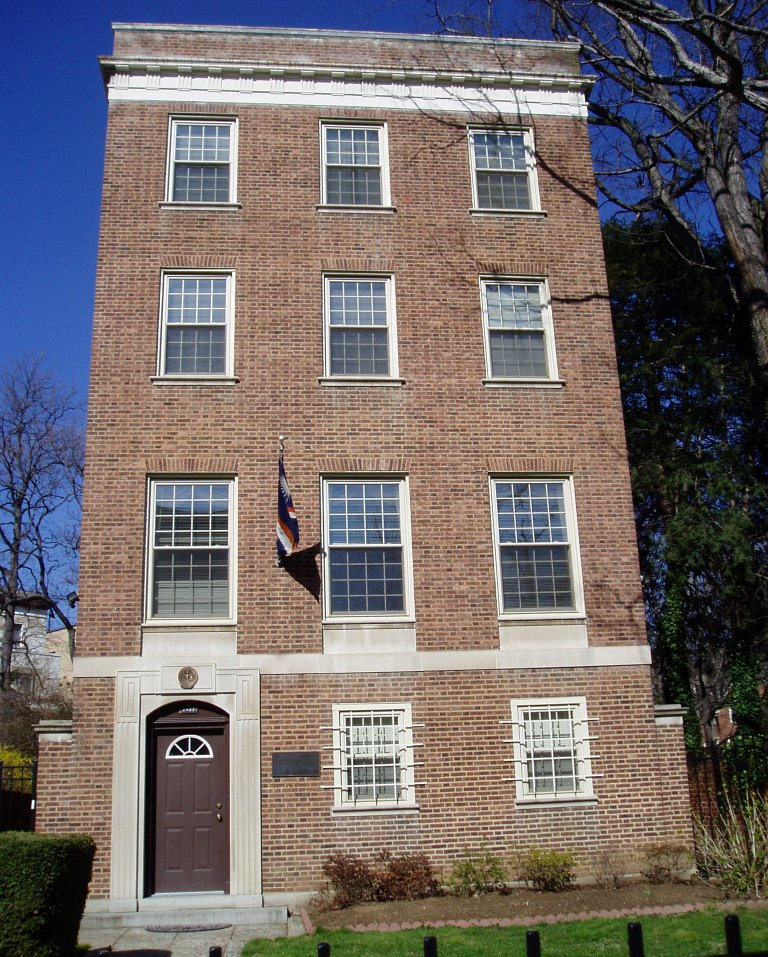
Botschaft der Marshallinseln in Washington, D.C.

### Amerika
- Vereinigte Staaten: Washington, D.C., Botschaft
- Vereinigte Staaten: Honolulu, Hawaii, Konsulat
- Vereinigte Staaten: Springdale, Konsulat

### Asien
- Japan: Tokio, Botschaft
- Taiwan: Taipei, Botschaft
- Südkorea: Seoul, Botschaft

### Australien und Ozeanien
- Fidschi: Suva, Botschaft

## Vertretungen bei internationalen Organisationen
- Vereinte Nationen: New York, Ständige Vertretung